# 6441 Milenajesenská
A 6441 Milenajesenska (ideiglenes jelöléssel 1988 RR2) a Naprendszer kisbolygóövében található aszteroida. Antonín Mrkos fedezte fel 1988. szeptember 9-én.